# ル・アルディ級駆逐艦
| ル・アルディ級駆逐艦               | ル・アルディ級駆逐艦 |
| ---------------------------------- | --- |
| 写真は「ル・アルディ（le Hardi）」 | |
| 艦級概観                           | |
| 艦種                               | 駆逐艦 |
| 艦名                               | |
| 前級                               | ラドロア級 |
| 次級                               | シュルクーフ級 |
| 性能諸元                           | |
| 排水量                             | 基準： 1,772トン |
| 全長                               | 117.2m |
| 全幅                               | 11.1m |
| 吃水                               | 4.2m |
| 機関                               | ノール式重油専焼水管缶4基 +ラトー・ブルターニュ・パーソンズ式直結タービン2基2軸推進                                                                                 |
| 最大出力                           | 58,000hp |
| 最大速力                           | 37.0ノット |
| 航続距離                           | 20ノット/2,726海里 |
| 燃料                               | 重油：260トン |
| 乗員                               | 187名 |
| 兵装                               | Model 1932 13cm（45口径）連装速射砲3基 Model 1933 37mm（60口径）単装機関砲2基 Model 1929 13.2 mm（76口径）連装機銃2基 55cm三連装魚雷発射管1基 55cm連装魚雷発射管2基 |

ル･アルディ級駆逐艦（る・あるでぃきゅうくちくかん）とは、第二次世界大戦前にフランス海軍が最後に建造した駆逐艦の艦級である。1935年度計画で2隻、1936年度3隻、1937年度2隻、1938年度3隻、1938年度追加計画で1隻が起工され、計12隻が建造されたが竣工したのは8隻で1938年度計画の残り4隻は建造中止となっている。なお、フランス海軍における類別は艦隊水雷艇（Torpilleurs d'escadre）である。

## 概要
本級はフランス海軍による新艦隊計画に基づき、高速機動可能な大型艦に付随して艦隊行動出来るように外洋での耐波性と長航続性能がより一層重視された。そのため、外観上の特徴ではラドロア級まで主流であった丈の長い三脚檣からや単棒式の後檣から本級では艦橋を組み込んだ塔檣を採用し、後檣を廃止して2番煙突にアンテナ線を繋いだ。また、前級では主砲は単装砲4基であったが本級で連装砲3基6門と火力が50%アップしている。

## 同型艦
| 名称                                                 | 建造所                                       | 起工           | 進水           | 就役          | 最期                                                                                               |
| ---------------------------------------------------- | -------------------------------------------- | -------------- | -------------- | ------------- | -------------------------------------------------------------------------------------------------- |
| ル・アルディ(Le Hardi)                               | ロアール造船所, ナント                       | 1936年5月20日  | 1938年5月4日   | 1940年6月2日  | 1942年11月27日自沈。FR37として引き揚げられ、1945年4月20日ジェノヴァで自沈                          |
| フルーレ (Fleuret、後にフードロワイヤンに改名)       | ラ・セーヌ造船所, ラ・セーヌ・シュル・メール | 1936年8月18日  | 1938年7月28日  | 1940年6月11日 | 1942年11月27日自沈。FR36として引き揚げられ、1944年8月17日トゥーロンで自沈                          |
| エペ (Épée、後にラドロアに改名)                      | ジロンド鉄工造船所, ボルドー                 | 1936年10月15日 | 1938年10月26日 | 1940年6月14日 | 1942年11月27日自沈。FR33として引き揚げられ、1944年2月沈没                                          |
| マメルーキ(Mameluk)                                  | ロアール造船所, ナント                       | 1937年1月1日   | 1939年2月18日  | 1940年6月17日 | 1942年11月27日自沈                                                                                 |
| カスク(Casque)                                       | ラ・セーヌ造船所, ラ・セーヌ・シュル・メール | 1936年11月30日 | 1938年11月2日  | 1940年6月20日 | 1942年11月27日自沈                                                                                 |
| ランスクエネ (Lansquenet、後にシクローネに改名)      | ジロンド鉄工造船所, ボルドー                 | 1936年12月17日 | 1939年5月20日  | N/A           | 1942年11月27日自沈。FR34として引き揚げられ、ドイツ海軍に拿捕されTA34に改名、1945年ジェノヴァで自沈 |
| ル・フリビュスチェ (Le Flibustier、後にビソンに改名) | ラ・セーヌ造船所, ラ・セーヌ・シュル・メール | 1938年3月11日  | 1939年12月14日 | N/A           | 1942年11月27日拿捕、FR35に改名、1944年沈没                                                         |
| ル・コルセール (Le Corsaire、後にシロコに改名)       | ラ・セーヌ造船所, ラ・セーヌ・シュル・メール | 1938年3月31日  | 1939年11月14日 | 1941年7月1日  | 1942年11月27日自沈。FR32として引き揚げられ、1944年10月20日自沈                                     |
| ラントレピード(L'Intrépide)                          | ラ・セーヌ造船所, ラ・セーヌ・シュル・メール | 1939年8月16日  | 1941年6月26日  | N/A           | 未完成。戦後スクラップ                                                                             |
| ル・テメレール(Le Téméraire)                         | ラ・セーヌ造船所, ラ・セーヌ・シュル・メール | 1939年8月28日  | 1941年11月7日  | N/A           | 未完成。戦後スクラップ                                                                             |
| ルピニャート(L'Opiniâtre)                            | ジロンド鉄工造船所, ボルドー                 | 1939年8月1日   | N/A            | N/A           | ドイツ海軍でZF6として完成予定だったが、ZF2に改名、1944年解体                                       |
| ラヴァンチュリエ(L'Aventurier)                       | ジロンド鉄工造船所, ボルドー                 | 1939年8月4日   | 1947年4月20日  | N/A           | ZF7としてドイツ海軍で完成予定だったが、戦後は実験用ハルクとして使用され、1971年4月21売却           |

## 参考図書
- 「世界の艦船増刊第17集　第2次大戦のフランス軍艦」（海人社）